# Star Fox: Assault
Star Fox: Assault (スターフォックス アサルト Sutā Fokkusu Asaruto?) är det fjärde spelet i Nintendos tv-spelserie Star Fox. Spelet släpptes 2004 till konsolen GameCube och utvecklades av Namco. Spelet återgick mer till den traditionella rail shooter-konceptet efter att föregångaren Star Fox Adventures baserades mer på en äventyrlig genre.

## Speluppbyggnad
Efter föregångarens avvikelse i den traditionella Star Fox-uppbyggnaden återgick Star Fox: Assault till en mer bekant struktur. Spelet baseras på en helt ny story med tio unika nivåer som kan utföras under tre olika svårighetsgrader. Till skillnad från samtliga föregångare i serien ges spelaren möjlighet att kliva ur sitt fordon under flera av uppdragen och utföra uppdrag via markstrid.